# 米倉美枝
米倉 美枝（よねくら みえ、1916年（大正5年）5月15日 - 1977年（昭和52年）8月3日）は、昭和時代の合唱指揮者。

## 経歴
福岡県浮羽郡吉井町（現・うきは市）出身。東京音楽学校師範科卒業後、福岡県に戻り高等女学校教師となる。
1948年（昭和23年）の第1回全日本合唱コンクール全国大会学生部門に旧制福岡高等女学校（現：福岡中央高校）を指揮して出場、優勝を果たす。教職を退いた後は石丸寛らとともに九州の合唱隆盛に尽力し、福岡合唱協会、RKB女声合唱団、八幡製鉄合唱団などを指揮・指導する。九州合唱連盟理事長、全日本合唱連盟常任理事、熊本音楽短期大学教授などを務めた。